# Баркол
Баркол — крупная российская чартерная авиакомпания со штаб-квартирой в Москве, выполняющая VIP-чартерные рейсы (как на собственных самолетах, так и на арендованных у других авиакомпаний), а также патрулирование электро-, газо- и нефтепроводов, лесное патрулирование, аэрофотосъемку и опрыскивание посевов (на его самолетах Антонов Ан-2, Ми-2 и Ми-8).

## Финансы
По сравнению с прошлым годом чистая операционная выручка увеличилась на 15,46 %, с 1 098 632 000 до 1 268 526 000 рублей с 2009 по 2010 год. Операционный результат снизился на 20,18 % с 45 427 000 до 36 261 000 рублей.

## Флот

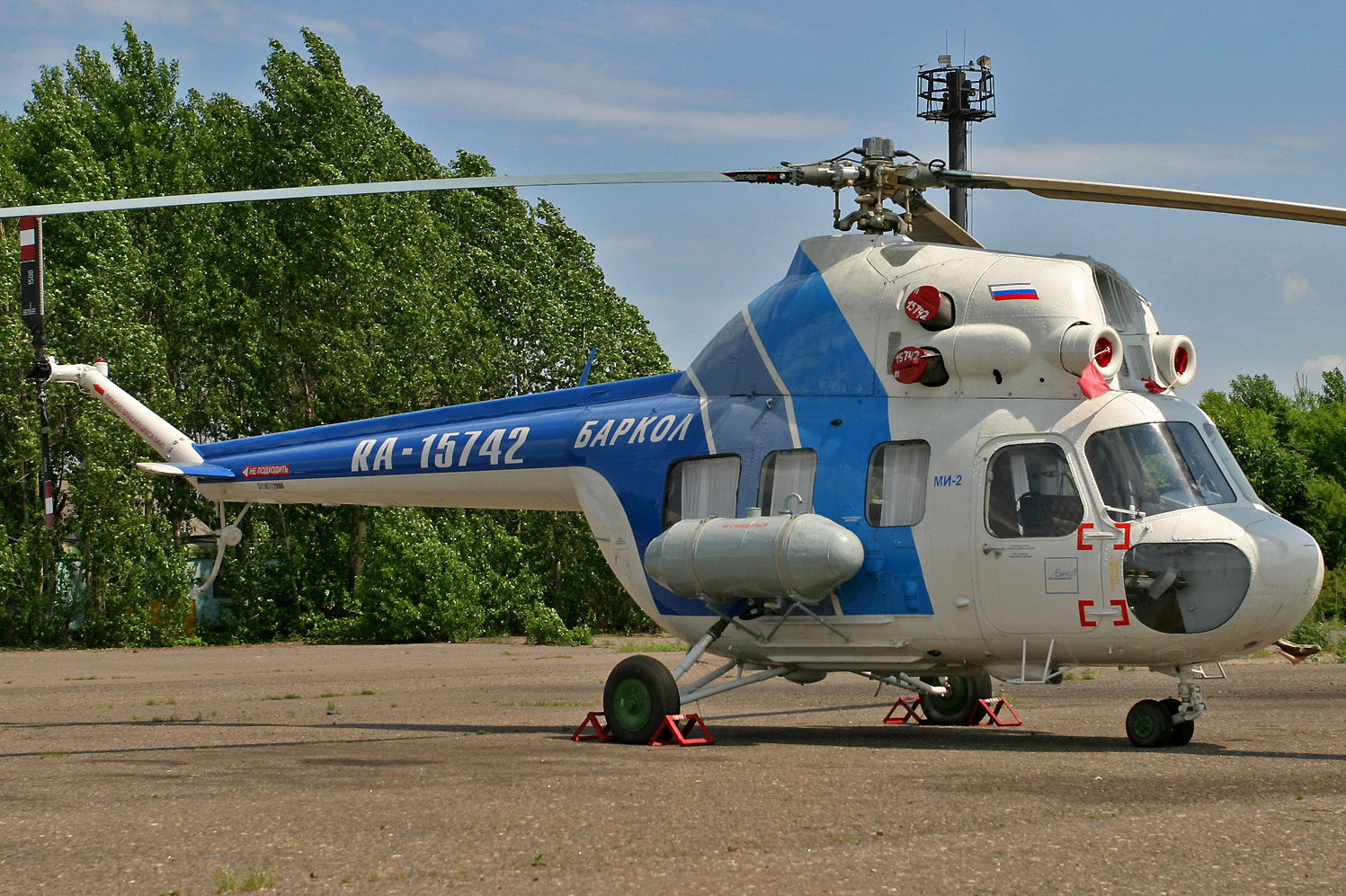
Ми-2

Западная (Европейская) Россия обслуживается до территории, граничащей на востоке с Ханты-Мансийском и Салехардом.
| ВС    | Количество | Примечания |
| ----- | ---------- | ---------- |
| Ми-8Т | 18         |            |
| Всего | 18         |            |